# Graphocephala pulchra
Graphocephala pulchra är en insektsart som beskrevs av Young 1977. Graphocephala pulchra ingår i släktet Graphocephala och familjen dvärgstritar. Inga underarter finns listade i Catalogue of Life.